# Maximilian Heinemann
Maximilian Theodor Heinemann (* 24. Dezember 1840 in Bischofsburg; † 19. Februar 1924) war ein deutscher Reichsgerichtsrat und Reichsanwalt.

## Leben
1865 wurde er auf den preußischen Landesherrn vereidigt und wurde Auskultator. 1864 folgte die Ernennung zum Referendar und 1870 zum Gerichtsassessor. 1872 wurde er Staatsanwaltschaftsgehilfe in Posen, 1879 dort zum Staatsanwalt ernannt. 1882 wurde er nach Berlin versetzt. 1886 wurde er zum I. Staatsanwalt in Göttingen. 1892 kam er als Hilfsarbeiter zur Reichsanwaltschaft. 1894 erfolgte die Beförderung zum Oberlandesgerichtsrat in Stettin. Am Weihnachtstag 1895 wurde er Reichsanwalt. 1900 wurde er Richter am Reichsgericht. Er war im II. Strafsenat tätig. Er trat 1911 in den Ruhestand. 